# Riff Raff (rapper)
Riff Raff, pseudonimo di Horst Christian Simco (Houston, 29 gennaio 1982), è un rapper statunitense.
Firmò il suo primo contratto con la Swishahouse; attualmente è legato all'etichetta discografica di Diplo, Mad Decent. Ha fatto parte del gruppo rap Three Loco insieme ad Andy Milonakis e Dirt Nasty. Il suo album di debutto Neon Icon è stato pubblicato il 24 giugno 2014.

## Biografia
Riff Raff è nato a Houston in Texas il 29 gennaio 1982. La madre, Anita Simco era una cameriera e il padre, Ronald Simco, un veterano della Guerra del Vietnam con gravi disturbi da stress post traumatico che lavorò come ufficiale di polizia e direttore del Walmart. La madre è cresciuta in Ohio, discendente di una famiglia di ebrei Tedeschi e Lituani che include parecchi sopravvissuti e vittime dell'Olocausto. Riff Raff è il secondo di quattro fratelli. Lui e la sua famiglia vissero a Copperfield, una cittadina sita a 25 miglia da Houston. Nella sua infanzia era ossessionato dal basket, a cui giocava spesso con i bambini del suo quartiere. Successivamente i Simco si trasferirono nei pressi di Stone Creek, cittadina che ha recentemente riscontrato il diffondersi di varie gang. Frequentò la Langham Creek High School, dove giocò come guardia tiratrice nella squadra di basket della scuola, prima di abbandonarla negli anni successivi. Successivamente ottenne il GED.
Poco tempo dopo i suoi genitori divorziarono e al padre fu diagnosticato un cancro alle tonsille, si trasferirono quindi a Duluth, in Minnesota. Per un po' di tempo Riff Raff e i suoi fratelli fecero avanti e indietro tra Duluth e Houston, città in cui rimase la madre. Nel 2001 si iscrisse all'Hibbing Community College ad Hibbing in Minnesota, dove fece parte della squadra di basket per un mese e si specializzò in arti liberali. Sentendosi spaesato, nel 2003 tornò ad Houston, dove iniziò a verniciare auto e costruire la sua nuova identità. Si trasferì infine a Los Angeles, dove cominciò ad intraprendere seriamente la sua carriera da rapper.

## Carriera musicale

### 2008 - 09: Gli inizi
Riff Raff iniziò con il rap nel 2005, producendo CD amatoriali rappando sui beat di altri artisti e vendendoli in vari centri commerciali di Houston. Prese ispirazione da star di Houston come Devin the Dude e Paul Wall. Sfruttò molto i social-network come MySpace, YouTube e WorldStarHipHop verso la fine del 2008, pubblicando canzoni, video di vari freestyle e alcuni sketch. Tutto questo gli riuscì anche grazie all'aiuto del suo primo talent manager, DB da Boss, il cui studio gli fornì gli strumenti per registrare canzoni e video. DB parlò di Riff Raff al LA Weekly definendolo molto deciso, ambizioso, intelligente e dedito al lavoro. Cominciò a raccogliere i suoi capelli in delle treccine, cosa diffusa tra i "Northsiders" di Houston come Slim Thug e ad acquistare blings da TV Jewlery, un negozio fondato da Paul Wall e Johnny Dang, da cui Riff Raff acquistò anche grills d'oro. Come molti artisti di Houston, spesso vendeva i suoi CD in centri commerciali e college, spesso insieme ad altri talenti locali come Fat Tony e Freestyle Bully.Fece numerose audizioni sperando di andare in televisione, prendendo anche parte ad uno spot pubblicitario di un burro di arachidi destinato ad adolescenti.
Provò anche, inutilmente, a far parte della serie Making the Band. Era così determinato nel voler diventare famoso che volò fino ad Atlanta per provare ad entrare nel reality show di MTV "From G's to Gents". Non appena venne a conoscenza che avrebbe fatto parte del cast per la seconda stagione, prima ancora di cominciare, si fece tatuare una gigantesca immagine del logo di MTV sul collo e modificò il suo nome in "MTV Riff Raff". Anche se fu eliminato dalla serie nel secondo episodio, impressionò gli spettatori con il suo stravagante modo di vestirsi e la sua capacità di improvvisazione. A partire da questo episodio, negli inizi del 2009, cominciò ad acquisire una certa popolarità e fu catapultato nella sua carriera.Nello stesso anno, catturò l'attenzione dell comico, attore e rapper Simon Rex, grazie al noto produttore The Alchemist. Rex contattò Riff Raff dopo aver guardato uno dei suoi freestyle in cui egli mostrava il suo numero di telefono e presto i due divennero amici cominciando a registrare canzoni come Riff Raff e Dirt Nasty. Successivamente il duo formò un gruppo rap, i "Three Loco" insieme al comico Andy Milonakis. La popolarità di Riff Raff aumentò, facendosi notare dai fan delle due celebrità.

### 2010 - 12: SODMG, Mad Decent, mixtape vari
Nel 2011, Riff Raff si trasferì a Los Angeles e cominciò a lavorare per OG Ron C della Swishahouse. Successivamente Riff Raff cominciò a pubblicare numerosi video musicali che contribuirono ad aumentare la sua fama in internet. Questi includono canzoni come "Jose Canseco" e "Marc Jacobs". Nella metà del 2011, firmò con l'etichetta discografica di Soulja Boy, la S.O.D. Money Gang Inc. Stranamente, Riff Raff entrò a far parte dell'etichetta di Soulja Boy "SODMG" prima ancora che i due si incontrassero di persona. Riff Raff indossò la collana dell'etichetta discografica, se ne tatuò il logo e modificò nuovamente il suo nome, stavolta in "Riff Raff SODMG". Rimarranno affiliati per circa un anno durante il quale Riff Raff non venne mai pagato, motivo per il quale abbandonò l'etichetta. In seguito alla loro scissione, Soulja Boy definì pubblicamente Riff Raff come un "cocainomane".
Qualche tempo dopo iniziò a collaborare con produttori come Diplo, Harry Fraud e il rapper Action Bronson. Il video musicale che pubblicò a seguito della collaborazione con Fraud e Bronson, "Bird on a Wire", raggiunse il milione di visualizzazioni in circa due mesi. "Bird on a Wire" fu classificata come la ventisettesima miglior canzone del 2012 dalla rivista Complex Music.
Più avanti nel 2012 pubblicò i video di Larry Bird, Time e della sua collaborazione con Chief Keef, Cuz My Gear. Nell'aprile del 2012 Riff Raff annunciò che stava lavorando insieme a Diplo ad un album provvisoriamente chiamato "Jody Highroller", con artisti come Skrillex, Usher, Soulja Boy, Gucci Mane, Mystikal e Rusko. Nel giugno del 2012, Riff Raff pubblicò il mixtape "Summer Of Surf". Questa successione di eventi lo portò alla firma con l'etichetta discografica di Diplo, "Mad Decent", nel giugno del 2012. Indipendentemente nel luglio dello stesso anno pubblicò l'album "The Golden Alien". Successivamente pubblicò il mixtape "Birth of an Icon", ad agosto, che fu classificato da Stereogum come "mixtape della settimana".

### 2013 - oggi: Neon Icon
A seguito della pubblicazione del mixtape "Hologram Panda" col produttore Dame Grease, Riff Raff annunciò ad MTV che il suo, ormai prossimo, secondo album sotto la Mad Decent si sarebbe intitolato "Riff Raff, The Neon Icon", successivamente abbreviato in Neon Icon. Nel 2013 annunciò a Complex che il suo album sarebbe uscito durante il terzo trimestre del 2013.
Il 25 giugno 2013 pubblicò un singolo intitolato "Dolce & Gabbana", prodotto da DJ Carnage come il primo singolo estratto da Neon Icon, anche se due giorni dopo annunciò che la canzone non sarebbe stata inclusa nell'album. Nello stesso periodo, partecipò nel singolo dei Far East Movement, "The Illest". Il 12 giugno pubblicò un altro singolo non incluso nell'album, chiamato "Mr. Popular", e quattro giorni dopo ne pubblicò il video musicale. Nell'Agosto del 2013, Riff Raff annunciò che nel corso del 2014 avrebbe pubblicato un album in collaborazione con Action Bronson intitolato "Galaxy Gladiators".
Il 26 novembre 2013 pubblicò il primo singolo ufficiale estratto dall'album Neon Icon: "How To Be The Man", prodotto da Mustard. Nello stesso mese, durante un'intervista a Rolling Stone disse che successivamente all'album avrebbe pubblicato varie canzoni "avanzate" dalle sessioni di registrazione dell'album. Tra queste in particolare c'è la canzone prodotta da Boi-1da, "Real Boyz", insieme ai rappers OJ da Juiceman e Cap 1; troviamo inoltre "Suckas Askin' Questions" con Lil Debbie e "Shoulda Won a Grammy" con Action Bronson. Nel marzo del 2014, prima dell'uscita dell'album, Rolling Stone incluse Neon Icon nella loro lista dei "27 Must-Hear Albums of 2014". Il 20 maggio 2014, Riff Raff annunciò tramite il suo account Twitter che dopo così tanto ritardo, Neon Icon sarebbe stato pubblicato il 24 giugno dello stesso anno. Lo stesso giorno venne pubblicata la track-list ufficiale dell'album, che includeva le già precedentemente annunciate collaborazioni con Mac Miller, Childish Gambino, Paul Wall, Mike Posner e Amber Coffman dei Dirty Projectors.
Nel 2015, durante il "Vans Warped Tour", Riff Raff ha assunto il bassista dei We Came As Romans', Andy Glass, per suonare il basso per lui durante il tour.

## La polemica di Spring Breakers
Il 15 febbraio 2012, il regista Harmony Korine contattò Riff Raff per offrirgli una parte in un suo film che si sarebbe chiamato Spring Breakers. Una volta che i dettagli del film vennero resi noti, ci fu speculazione sul fatto che il protagonista, Alien, fosse basato su Riff Raff. Ad ogni modo, in accordo a James Franco, il suo personaggio fu basato sull'artista rap underground "Dangeruss". Disse "certamente io ed Harmony guardammo alcuni dei video di Riff Raff per prendere ispirazione, ma fu solo uno dei tanti video che guardammo. Posso affermare che la più grande influenza fu quella di questo rapper chiamato Dangeruss. Non è molto conosciuto, ma era qui nel posto, viveva la sua vita, per me è diventato il più grande modello, è lui nel film."
Ci fu molto avanti e indietro tra le parti riguardo a questo inconveniente. Durante il luglio del 2013, Riff Raff annunciò che avrebbe denunciato i creatori di Spring Breakers per 10 milioni di dollari, per aver copiato la sua vita senza la sua autorizzazione o un appropriato riconoscimento. Nel settembre del 2013 ci fu una ricerca di atti giudiziari da parte di LA Weekly terminata senza alcun risultato.

## Vita privata
Riff Raff è conosciuto per i suoi numerosi tatuaggi, i quali includono i loghi di WolrdStarHipHop, MTV, NBA e BET, quest'ultimo è stato recentemente coperto con un tatuaggio del suo cane, "Jody Husky". È un grande fan dei Simpsons, ha infatti una catena di Bart Simpson e, sul suo busto, un tatuaggio di Bart che tiene in mano delle provette con la scritta "The Freestyle Scientist".

### Precedenti penali
L'11 agosto 2013 Riff Raff è stato arrestato a Greensboro, in North Carolina, dopo che la polizia trovò nella sua auto delle bottiglie di alcool, marijuana e funghi allucinogeni. Riff Raff fu portato in prigione e schedato assieme ai due passeggeri che si trovavano con lui. Fu rilasciato senza cauzione dopo qualche ora.

## Discografia

### Album in studio
- 2014 – Neon Icon
- 2016 – Peach Panther
- 2019 – Pink Python
- 2019 - Cranberry Vampire
- 2020 - Vanilla Gorilla

### Remix Album
- 2015 - Purple Icon (Chopped Not Slopped)
- 2019 - Tangerine Tiger (Chopped Not Slopped)

### EP
- 2021 - Teriyaki Tidal Wave (con MaudestMind)

### Album collaborativi
- 2012 - Three Loco (con Andy Milonakis, Dirt Nasty)
- 2017 - The White West (con Dj Afterthought)
- 2018 - Cool Blue Jewels (con Dj Afterthought)
- 2021 - Turquoise Tornado (con Yelawolf)

### Mixtape
- 2005 – Puttin' Money on His Books 2k5
- 2009 – Never Ending Saturday
- 2010 – Rookie of The Future
- 2010 – Trick or Treat
- 2010 – Freestyle Scientist
- 2010 – Texas Tornado
- 2010 – Party McHardy
- 2010 – Hilton Swag Vol. 1
- 2011 – Purple Haze & Hand Grenades (con Lean Team)
- 2011 – Sour & Gun Powder
- 2012 – Summer of Surf
- 2012 – Rap Game Bon Jovi
- 2012 – The Golden Alien
- 2012 – Birth of an Icon
- 2012 – Hologram Panda (con Dame Grease)
- 2013 – Jumpin' out the Gym (con DollaBillGates)
- 2014 – Hardwood Classics (con Ghetty)
- 2015 – Hardwood Classics vol. 2 (con Ghetty)
- 2016 – Balloween (con Dj Afterthought)
- 2017 – Aquaberry Aquarius

- 2018 – Tangerine Tiger

### Singoli
- 2011 – Tiger Woods
- 2012 – Bat Phone (feat. Ghetty)
- 2012 – Pat EWiNG (feat. Ghetty)
- 2012 – Tiger Woods (feat. The Kid Ryan & B.Wash)
- 2013 – Ace of Space
- 2013 – Dolce and Gabbana
- 2013 – Mr. Popular
- 2013 – How to Be the Man
- 2013 – Suckas Askin' Questions (feat. Lil Debbie)
- 2014 – Let Me Drive
- 2014 – Real Boyz (feat. Cap1 & OJ da Juiceman)
- 2014 – Tip Toe Wing in My Jawwdinz
- 2015 – Spazz Out (feat. Travis Barker)
- 2016 – Carlos Slim
- 2016 – 4 Million
- 2016 – Vibe
- 2017 – Tip Toe 2 (feat. Slim Jxmmi)
- 2017 – Strange Times (feat. Gordy Grace)
- 2017 – 11 Hour Nap (feat. Jimmy Wopo & Dice SoHo)
- 2019 – Make It Drop (feat. YG)
- 2019 – Tip Toe 3 (feat. Chief Keef)
- 2019 – Treasure Chest (feat. Chief Keef)
- 2020 – Hop Out The Lamb
- 2020 – Water Whippin Wizard (feat. Yelawolf)
- 2020 – Million Dollar Mullet (feat. Yelawolf)

## Collaborazioni
- 2012 – ¡Three Loco! (con Andy Milonakis & Dirt Nasty)
- 2013 – Jumpin Out the Gym (con DollaBillGates)
- 2015 – Galaxy Gladiators (con Action Bronson)